# هنري أدينغتون
هنري أدينغتون (بالإنجليزية: Henry Addington)‏ يعرف أيضاً بلقب فيسكونت سيدموث (بالإنجليزية: Viscount Sidmouth)‏ سياسي بريطاني (30 مايو 1757-15 فبراير 1844). تولى رئاسة الوزارة في بريطانيا من 17 مارس 1801 إلى 10 مايو 1804.

## روابط خارجية
- هنري أدينغتون على موقع الموسوعة البريطانية (الإنجليزية)
- هنري أدينغتون على موقع إن إن دي بي (الإنجليزية)